# マリオパーティ スターラッシュ
『マリオパーティ スターラッシュ』（英：MARIO PARTY: STAR RUSH）は、エヌディーキューブとシーエイプロダクションが開発、任天堂より2016年10月20日に発売されたニンテンドー3DS用ゲームソフト。マリオパーティシリーズ14作品目。ヨーロッパでは同年10月7日、アメリカでは同年11月4日に発売。

## 概要
3DS用の『マリオパーティ』シリーズで、過去の携帯ハード向け『マリオパーティ』シリーズと同様にタイトル名にナンバリングは含まれていない。
本作のメインモードである「キノピオパレード」では、プレイヤー全員が同時にサイコロをふって、出た目だけそれぞれが自由にボードマップを移動していくことが最大の特徴。ほかにも、ミニゲーム内で集めたコイン数に応じてコースをすすみ、ライバルと競争する「コインアスロン」や、旧マリオパーティシリーズに近いルールで対戦するボードゲーム「バルーンラッシュ」など、様々なモードが収録されている。
本作では、ローカルプレイとダウンロードプレイによる最大4人までのローカル通信対戦に対応しているが、ダウンロードプレイの場合はプレイできるゲーム内容が一部制限される。なお、製品版を持っていないプレイヤーは、ニンテンドーeショップで無料で配信される『おまけ付き マリオパーティ スターラッシュ 持っている人と対戦版』をダウンロードすることで、製品版を持っているプレイヤーとゲーム内容の制限無しでローカルプレイをすることが可能。
また、本作ではスーパーマリオキャラクターのamiiboに対応しており、対応するamiiboを読み込むと、そのキャラクターを最初からアイテムを持った状態で使用できるなど、ゲームモードごとにさまざまな特典を得られる。本作では、amiiboはおもに1人でCPUと対戦プレイする場合に使用できる。

## ゲームモード
キノピオパレード
キノピオを操作してボードマップを全員で同時に移動し、マップのどこかにいるボスから「スター」を取り返していくモード。ゲームが終了するまでに「スター」を集めた数を競う。ルールの詳細については後述。
コインアスロン
専用のミニゲームをくりかえしプレイし、コインを集めるモード。コインを入手すると、その枚数に応じてコース上にいる自分のプレイヤーがマスを進んでいき、いかに早くゴールできるかをほかのプレイヤーたちと競う。1人で10勝を目指すチャレンジャーレースと、自分で好きなルールで遊べるフリーマッチがある。
バルーンラッシュ
上記の「キノピオパレード」と同様のルールでボードマップを全員で同時に移動し、「スター」を集めた数を競うモード。ミニゲームなどで「コイン」を稼ぎ、マップ上のどこかにある「スターバルーン」に移動して、集めた「コイン」を「スター」と交換していく。設定したターン終了時にスターがもっとも多いプレイヤーの勝ち。
マリオギャモン
1vs1でプレイするボードゲームのモード。2人のプレイヤーが交互にサイコロを2コずつふり、出た目だけ自分のコマを前進させていく。自分の3つのコマをすべて相手側のゴールに先に移動させると勝ち。ゲーム開始前にマリオシリーズのamiiboを読み込むと、専用のアイテムサイコロを使うことができる。
みんなでおんがくかい
マリオシリーズのさまざまな楽曲をプレイヤー全員で合奏するモード。楽器の種類や楽曲は本モードをやり込んだり、マリパレベルが上がると追加される。
テレサパズル
数字が書かれたブロックの数字を入れ替えて、同じ数字を縦か横に3つ以上揃えて消していくパズルゲームのモード。ハイスコアを目指す1人用モードと2人で対戦するモードがある。
チャレンジタワー
どこかのパネルに隠れているビリキューに当たらないように、パネルの色をヒントにしてタワーをのぼっていくモード。ビギナー(30階)、アドバンス(50階)、エキスパート(70階)、マスタータワー(500階)の4種類のモードがある。
ミニゲーム
他のモードでプレイしたことのあるミニゲームを自由にプレイできるモード。

## キャラクター

### プレイヤー
- マリオ
  - サイコロの出目は「0・1・2・5・6・7」
  - プレイヤーキャラとしての効果は「草むらにいるクリボーを踏んで倒せる」
- ルイージ
  - サイコロの出目は「1・1・1・5・6・7」
  - プレイヤーキャラとしての効果は「草むらにいるクリボーを踏んで倒せる」
- ピーチ
  - サイコロの出目は「0・2・4・4・4・6」
  - プレイヤーキャラとしての効果は「花を咲かせられる」
- ワリオ
  - サイコロの出目は「-1コイン・-1コイン・4・5・6・7」
  - プレイヤーキャラとしての効果は「金塊を掘れる」
- ワルイージ
  - サイコロの出目は「-2コイン・-2コイン・6・6・6・6」
  - プレイヤーキャラとしての効果は「金塊を掘れる」
- デイジー
  - サイコロの出目は「3・4・5・?・?・?」？は自分を含めた仲間の人数
  - プレイヤーキャラとしての効果は「花を咲かせられる」
- ヨッシー
  - サイコロの出目は「0・1・3・5・5・7」
- キノピオ
  - 「キノピオパレード」では、1Pがあかキノピオ、2Pがあおキノピオ、3Pがみどりキノピオ、4Pがきいろキノピオを操作する。
  - 同モードでの通常のキノピオは、amiiboを使用することで使用可能。
  - サイコロの出目は「1・2・3・4・5・6」

隠しキャラクター
- キノピコ
  - サイコロの出目は「3・3・3・4・4・4」
  - 「マリオギャモン」では使用不可能。
- ドンキーコング
  - サイコロの出目は「0・0・0・0・10・10」
  - プレイヤーキャラとしての効果は「樽を壊せる」
- ロゼッタ
  - サイコロの出目は「5、6、?・?・?・?」?は現在の順位
- ディディーコング
  - プレイヤーとして登場するのは『マリオパーティ』シリーズでは初。
  - サイコロの出目は「0・0・0・7・7・7」
  - プレイヤーキャラとしての効果は「樽を壊せる」

「マリオギャモン」でのみamiiboを使用することで使用可能
- クッパ
- クッパJr.
- テレサ

## キノピオパレード
4人のプレイヤーがそれぞれ色の異なるキノピオを操作し、「スター」をあつめた数を競うモード。プレイするマップを選ぶとゲームが開始する。
基本ルール
ターン開始時にプレイヤー全員がそれぞれサイコロをふり、出た目だけ同時に移動しボスのいるマスをめざす。なお、アイテムを持っている場合は、サイコロをふる前に1ターンに1つだけ使用できる。また、プレイヤーが止まったり通過したマスによっては「ミニゲーム」などのイベントが発生することがある。ミニゲームで上位になると「コイン」を獲得できたり、ライバルが所持するコインや「仲間」をよこどりすることができる。
プレイヤーの誰かがボスのいるマスに止まるとボスバトルが開始する。ボスバトルでは、ボスに攻撃をするなどのアクションを行うことで得点となり、ボスをたおした時点で得点がもっとも多いプレイヤーが1位になり「スター」を入手できる。なお、ボスのマスに到着できなかったプレイヤーは、ボスバトル開始後にAボタンを連打してボスのいるマスへ移動することとなり、マスに到着してからバトルに参加することとなる。
ボスをたおすとつぎのボスがマップに出現し、今度はそのボスのいるマスを目指してサイコロをふって移動することとなる。この流れをくりかえし、マップごとに決められた数のボスをすべてたおすと結果発表となる。また、各ワールドの最終ステージの最終ボスは必ずクッパが登場する。誰かがクッパに到着した際に一番遠いところに居るとクッパのおしおきを喰らう。中身はスター1個没収、コイン半分没収等。但し、スター没収を選ばれた際にスターを所持してないとスター1個プレゼントになる。最終ボスは報酬が2倍になる。結果発表では、ゲーム中の成績に応じて各プレイヤーにボーナスとしてコインがあたえられ、最後に持っていたコインが10コインにつきスター1個と交換される。その後、スターをもっとも多く持っていたプレイヤーが優勝者となる。ちなみにスターを10個以上取って優勝すると「スターラッシュ」15個以上取って優勝すると「スーパースターラッシュ」と声が上がる。優勝した際画面下に獲得したスターの個数分スターが表示される。21個以上取ると数字で表示される。
仲間について
マップ上にマリオやルイージなどの「仲間」が出現することがあり、通過するとその仲間を自分のチームに加えることができる。チームに加えた仲間はプレイヤーキャラとして初期のキノピオと交代することで操作でき、操作する仲間に応じてサイコロの出目が変化するなどの特殊な効果を得られる。またボスバトルの際、操作していない仲間は味方CPUとして参戦する。1人プレイの場合のみ、特定のamiiboを使うことによって、最初からそのキャラで遊ぶことも可能。
ステージ
ステージは全部で5ワールド、1ワールド毎に3種類存在する。ただし、次のエリアを解放するにはパーティで優勝しないといけない。各ワールドごとに固有のギミックがある。ちなみにボス数はそのワールドの右の数字+2(ex.3-2なら4体)。ただし、れんしゅうワールドは右の数字+1。